# Al-Quwa al-Dschawiya
al-Quwa al-Dschawiya FC (arabisch القوة الجوية, DMG al-Qūwa al-Ǧauwīya) ist ein irakischer Fußballverein aus Bagdad. „al-Quwa al-Dschawiya“ ist arabisch für „Luftwaffe“.

## Geschichte
Der Verein wurde am 4. Juli 1931 unter dem Namen Gipsy Moth gegründet und ist somit der älteste Club des Landes. 1963 gewann man mit der Baghdad Super League und dem irakischen Pokal die ersten Titel. 1974 wurde al-Quwa erstmals nationaler Meister. Insgesamt gewann man fünfmal die Meisterschaft, zuletzt 2005, und siebenmal den Pokalwettbewerb, zuletzt 1997. Vier Teilnahmen an der AFC Champions League, eine an der Asian Club Championship, eine am Asienpokal der Pokalsieger und sechs am AFC Cup hat der Club zu verzeichnen. Die größten Erfolge waren zwei Siege im AFC Cup. 2016 schlug der Verein im Finale den indischen Vertreter Bengaluru FC mit 1:0.
Nach zwölf Jahren konnte man 2017 den nächsten Meistertitel feiern und der Verein gewann erneut den AFC Cup. Im Finale bezwang man den FC Istiklol aus Tadschikistan mit 1:0.

## Erfolge

### National
- Irakische Fußballmeisterschaft: 6
  - 1975, 1999, 1992, 1997, 2005, 2017, 2021[1]
- FA Cup: 5

Sieger: 1978, 1992, 1997, 2016, 2021, 2023
Finalist: 1989, 1998, 2000, 2024

### Kontinental
- AFC Cup: 2016, 2017, 2018

## Spieler
- Ammo Baba (1957–1960, 1962–1964), irakischer Nationalspieler und Nationaltrainer.
- Razzaq Farhan (1995–1998, 1999), irakischer Nationalspieler.
- Nasch'at Akram (1996–1997, 1998–1999), irakischer Nationalspieler.
- Hawar Mulla Mohammed (2000–2005), irakischer Nationalspieler.